# Ailurofobia

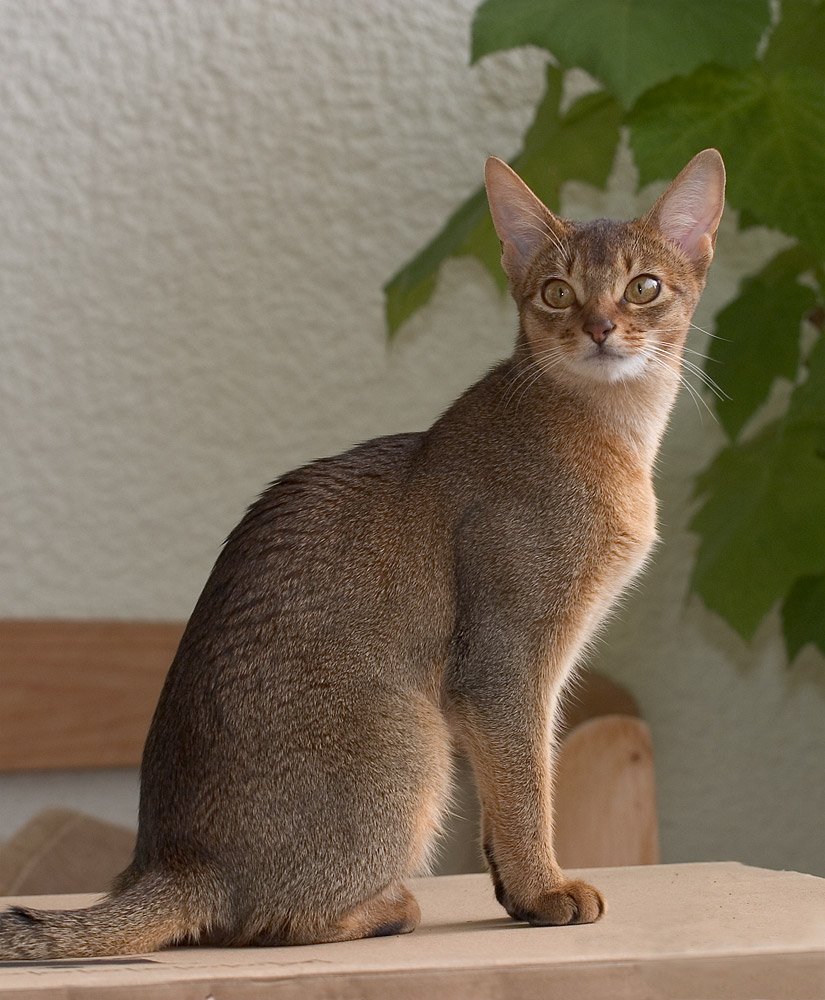
Camafeu de Gatobelo, fulvo abissínio

A Ailurofobia ou Elurofobia ou Galeofobia ou Gatofobia, é o medo irracional de gatos.

## Tratamento
Um paciente fortemente motivado foi capaz de recuperar-se, lentamente, acostumando-se à pele do gato, sob supervisão do terapeuta, tocando primeiro vários tipos de veludo, acostumando-se a um gatinho de brinquedo e finalmente um gatinho vivo que o paciente adotou posteriormente.